# Хъртоп (Тараклийски район)
Хъртоп (на молдовски: Hîrtop) е село, разположено в Тараклийски район, Молдова.

## Население
Населението на селото през 2004 година е 424 души, от тях:
- 243 – молдовани (57,31 %)
- 161 – българи (37,97 %)
- 8 – руснаци (1,88 %)
- 6 – украинци (1,41 %)
- 5 – гагаузи (1,18 %)
- 1 – циганин (0,23 %)